# Transición de Kosterlitz-Thouless
La transición de Berezinskii-Kosterlitz-Thouless (BKT), también conocida como de Kosterlitz-Thouless o KT, es una transición de fase, que ocurre en el  modelo bidimensional XY, entre una fase con parejas ligadas de vórtices-antivórtices y otra fase donde éstas se liberan y proliferan por el sistema. La transición recibe el nombre de los físicos Vadim Berezinskii, John Michael Kosterlitz and David J. Thouless. Transiciones tipo BKT se encuentran en diversos sistemas bidimensionales cuya física se asemeja a la del modelo XY, incluyendo matrices de uniones Josephson, láminas delgadas granulares desordenadas y superconductoras o el modelo de Heisenberg en 2D. En general, este tipo de transiciones están asociadas a simetrías continuas en sistemas de baja dimensión (una o dos).
David J. Thouless, John Michael Kosterlitz y F. Duncan M. Haldane fueron galardonados con el premio nobel de física del año 2016 por el descubrimiento y estudio de este tipo de transiciones y las fases topológicas asociadas.

## Transición BKT

### Modelo XY
El modelo XY es un modelo de espines bidimensionales, con longitud unidad, es decir, se pueden representar en un círculo de radio 1 y su hamiltoniano posee simetría U(1) o circular. Un sistema con estos espines situados en una geometría bidimensional, como por ejemplo la red cuadrada, no puede albergar una fase ordenada y por tanto una transición de segundo orden estándar. Esto se puede deducir como un caso particular del teorema de Mermin-Wagner para sistemas de espines. La fase ordenada de estos sistema se destruye por fluctuaciones transversales de los espines, los llamados  modos de Nambu-Goldstone asociados a la simetría U(1) rota.
La transición BKT en el modelo XY, no contradice dicho teorema, es en realidad una transición entre dos fases desordenadas. A altas temperaturas, el sistema está en una fase desordenada típica de sistema de espines. A bajas temperaturas, el sistema entra en una fase donde no hay orden magnético, la magnetización global es cero, pero las funciones de correlación decaen más lentamente que en la fase desordenada de altas temperaturas. Esta fase se suele decir que está quasi-ordenada. Las correlaciones decrecen aquí con una ley de potencias en función de la distancia y cuyo exponente depende de la temperatura del sistema, en contraste con las fases desordenadas estándares donde decrecen exponencialmente. La transición es continua y para distinguirla de las típicas transiciones de segundo orden, se suele decir que la transición es de orden infinito.

### Papel de los vórtices
En el modelo bidimensional XY, los vórtices son configuraciones topológicamente estables pero que tienen una energía asociada. A altas temperaturas, en la fase desordenada, el balance de energía y entropía permite que vórtices y antivórtices aparezcan libres por el sistema. A bajas temperaturas, sin embargo, estas configuraciones energéticamente desfavorables desaparecen y, vórtices y antivórtices forman parejas ligadas. La transición BKT depende de la proliferación y características de estas configuraciones topológicas, vórtices y antivórtices.